# 藤田隆志
藤田 隆志(ふじた たかし 1954年1月14日 - )は、日本の実業家、自称経済自由人。株式会社ロッキーの創業者兼会長。株式会社メンター会長。香川県立高松高等学校卒。

## 略歴
- 1954年1月14日- 香川県高松市に生まれる。戸籍上の誕生日は1月15日となっているが、実際の出生日は1月14日。
- 高校卒業後は陸上自衛隊に入隊。
- 1987年4月 - レンタルビデオ店、株式会社ロッキー（旧）を創業。
- 2003年7月 - 株式会社ロッキー（旧）をゲオに譲渡（M&A）。（現在はゲオ本社に合併）
- 2003年9月 - ゲオに譲渡されなかった信長書店事業を行うため、株式会社ロッキー（新）を設立。
- 2004年2月 - 経営者を育てる株式会社エンジェルファンド・アントレスクール設立。
- 2004年5月 -  納税者番付四国・九州地区1位になる。同時にバリ島へ移住する。

## 人物
一夫多妻制を実現させた人物として、数々のTV番組で紹介されている。
- 加ト吉（現テーブルマーク）の加藤義和元社長を尊敬している。
- mixi、CringなどのSNSで使用しているハンドルネームは「フランク教授♪」。
- 動物愛好家。
- 趣味はバイク、麻雀、妻たちの洋服選び、インターネット。

## 株式会社ロッキー
- 株式会社ロッキーは、1987年4月に藤田隆志が創業した香川県の企業（元レンタルビデオ店、現書店）。映像書籍販売のDISK IN ROCKYと信長書店を運営する。

詳しくは株式会社ロッキー（企業）を参照。

## 株式会社エンジェルファンド・アントレスクール
- 株式会社エンジェルファンド・アントレスクールは、藤田隆志がレンタルビデオ事業で成功、リタイア後、「自分がお世話になった香川県へ何か恩返しは出来ないだろうか」と考え、その想いを形にしようと設立した会社。

起業、経営指導、各種ノウハウ提供などを行う「創業塾」と、創業資金を無利子・無担保で投資する「ベンチャー向けファンド」が主な内容である。
- 創業支援を通じて地域の活性化に寄与することを目的として、レンタルビデオ店の株式譲渡で得た資金を元に運営された。藤田隆志は校長として約2年3ヶ月間に渡り講師を務めた。
- 講義は県内在住の20歳以上の人たちを対象に、月1回開催された。入校料や授業料はすべて無償で行われた。
- 提供する創業資金は、一人当たり1千万円以内、起業時の法人格は株式会社とし、飲食業などの現金商売に限られ、将来的に株式上場やM&A（合併・買収）などを目標とすることが条件とされた。藤田隆志は株式を持つものの、経営には参加せず、報酬は、利益があった場合の配当金のほか、投資金額に応じたコンサルタント料（融資50万円に付き月額1万円）を受け取るという仕組みであった。

金融機関以外が創業資金を提供するのは珍しく、地元経済界の話題を集めた。
毎月70名前後の受講生が集まり、総受講生は130名を超えた。
20代から60代まで幅広い年齢の受講生が在籍していた。
（2004年当時の四国新聞社・香川ニュースの記事：「ロッキー・藤田会長、若者の創業支援」）

## 株式会社メンター
- 株式会社メンターは、2001年11月28日に藤田隆志によって設立された、人へのアドバイスを主な業務とする会社。各メンティへ向けて毎日「メンター通信」を発行している他、業種業態に関わらず様々な分野でのコンサルティングを行なっている。このほか、恋愛、結婚などの男女、性に関する相談など、内容は多岐にわたる。

- 社長業をリタイア後は、主に銀行の預金から発生する金利収入などで生活費をまかなっており、いわゆる、不労所得を獲得した「経済自由人」となっている。

## 座右の銘
- 「気持ちが変われば運命が変わる」
- 「魅（み）は与（よ）によって生じ、求（ぐ）によって滅す」

## 著書
- 「経済自由人にあなたもなれる」成甲書房 ISBN 978-4-88086-211-8
- 「3人の愛妻と大資産を手に入れた私の成功法則」マキノ出版 ISBN 978-4-8376-7072-8
- 「お金持ちになりたかったら財布は持つな」ダイヤモンド社 ISBN 978-4-478-00288-9

## メディア
- 2011年6月25日 東京グラフティ7月号に掲載。
- 2011年12月20日 TBS「有田とマツコの男と女」出演。
- 2012年4月12日 テレビ東京特番「解禁！暴露☆ナイト」出演。
- 2012年10月1日 WEB番組「覚悟の瞬間」出演・公開。
- 2012年10月11日 テレビ東京レギュラー番組「暴露ナイト」出演・放映
- 2013年2月7日 テレビ東京レギュラー番組「暴露ナイト」出演・放映
- 2013年2月14日 テレビ東京レギュラー番組「暴露ナイト」出演・放映